# Lomami nationalpark
Lomami nationalpark (franska: Parc National de la Lomami) är en nationalpark belägen i Kongo-Kinshasa i Centralafrika. Parken är belägen i det mellersta flodområdet av Lomamifloden och förbinder provinserna Tshopo och Maniema med en liten överlappning i skogarna i flodområdena Tshuapa och Lualaba. Nationalparken tillkännagavs formellt den 7 juli 2016. Det är den nionde nationalparken i landet och den första att skapas sedan 1992.
Lomami nationalpark består av 8 879 km² (887 900 hektar) tropisk låglandsregnskog med savannöar i söder och berg i väster. Parken utgör hem åt flera för Kongo-Kinshasa endemiska arter, däribland bonobo, okapi, kongopåfågel och en nyligen upptäckt primat kallad lesula samt den sällsynta dryasmarkattan som lokalt är känd som inoko. En viktig population av afrikanska skogselefanter skyddas fortfarande i den norra delen av parken.

## Geografi

### Lokalbefolkning
Befolkningen som lever i gränsområdena till nationalparken hör till sju olika etniska grupper: lengola, mbole, mituku, langa, tetela, ngengele och arabisés. Det finns ungefär etthundra små byar där befolkningen huvudsakligen lever på jordbruk, jakt och fiske.